# Acrolophus irrisoria
Acrolophus irrisoria är en fjärilsart som beskrevs av Edward Meyrick 1924. Acrolophus irrisoria ingår i släktet Acrolophus och familjen Acrolophidae. Inga underarter finns listade i Catalogue of Life.